# ヨーロッパダイ属
ヨーロッパダイ属 (学名: Pagellus) は、タイ科の下位分類群の1つ。東大西洋、地中海、西インド洋に分布する。

## 分類と名称
1830年にフランスの動物学者であるアシル・ヴァランシエンヌによって初めて属として提案され、1856年にEugène Desmarestによって Sparus erythrinus がタイプ種とされた。S. erythrinus は、1758年にカール・フォン・リンネによって「自然の体系」の中で記載され、タイプ産地は地中海とアメリカ合衆国であった。ヨーロッパダイ亜科に分類されることもあるが、『Fishes of the World』第5版ではタイ科に亜科を認めていない。従来スズキ目に分類されていたが、『Fishes of the World』第5版では、タイ目に分類されている。属名はフランスのプロヴァンスとラングドックの地中海沿岸の船乗りの間におけるニシキダイの通称である「pagel」または「pageau」に由来する。

## 下位分類
以下の種が分類されている。
- Pagellus acarne (Risso, 1827) ペスゴ (Axillary seabream)
- Pagellus affinis Boulenger, 1888 (Arabian seabream)
- Pagellus bellottii Steindachner, 1882 (Red Pandora)
- Pagellus bogaraveo (Brünnich, 1768) スペインダイ (Blackspot seabream)
- Pagellus erythrinus (Linnaeus 1758) ニシキダイ (Common pandora)
- Pagellus natalensis Steindachner, 1903 アサヒダイ (Natal pandora)

## 分布と生息地
北海からアンゴラまでの東大西洋と地中海に分布する。西インド洋には2種が分布する。浅瀬から水深700 mまでのさまざまな環境で見られる底魚である。

## 形態
体は楕円形で、体色は銀色がかったピンク色である。頭部の鱗は目の前を超えて伸びている。背鰭と臀鰭の基部は鱗鞘で覆われる。最大種はスペインダイで、標準全長は70cmであり、最小種はアサヒダイで、最大全長は30cmである。

## 人との関わり
アサヒダイは小型のため漁業対象とならないが、その他の種は商業漁業で漁獲され、重要な食用魚となっている。